# Château Beychevelle
Koordinaten: 45° 8′ 42,2″ N, 0° 44′ 5,8″ W

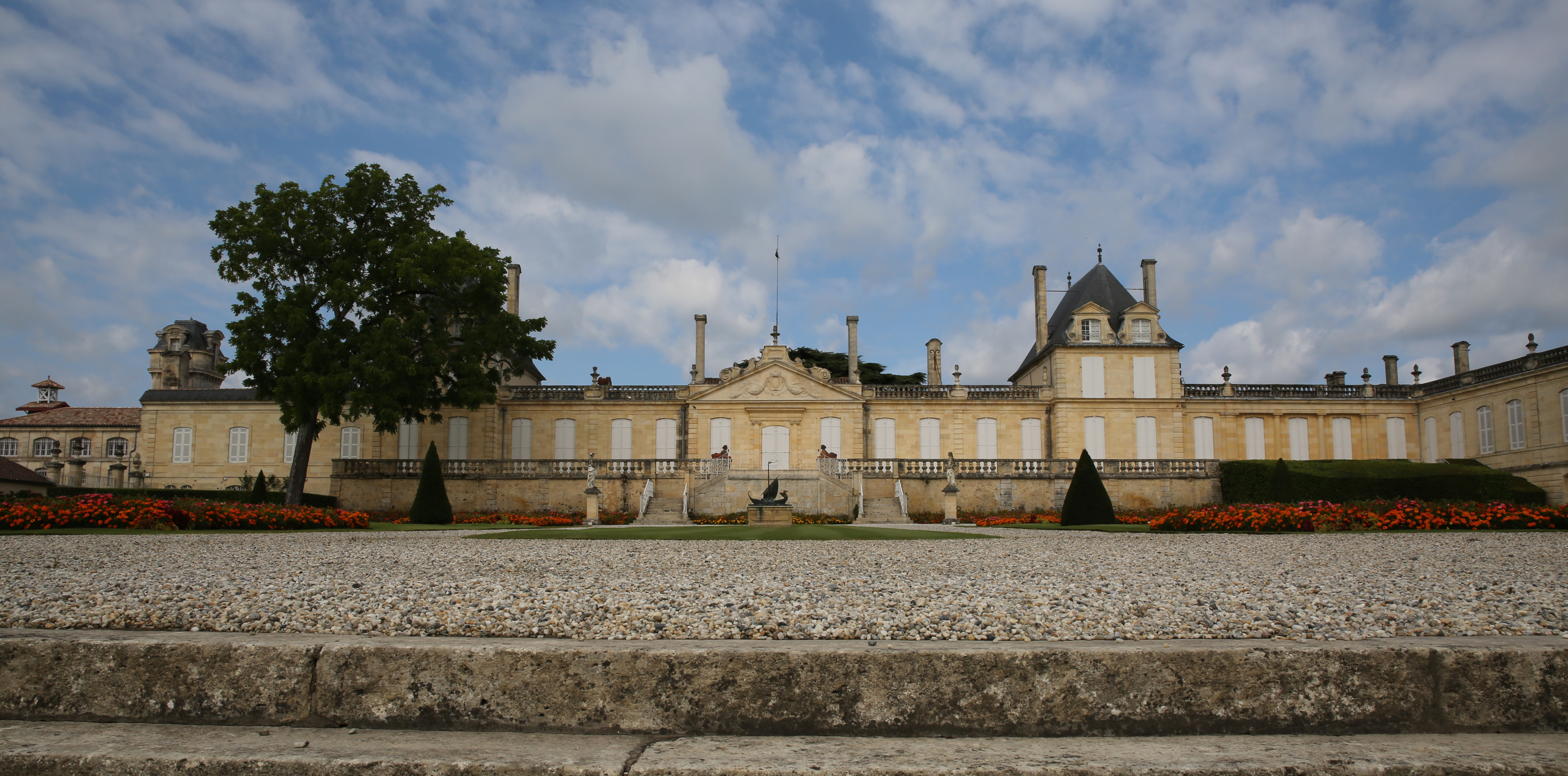
Gutsgebäude von Château Beychevelle.

Das Château Beychevelle ist eines der berühmtesten Weingüter von Bordeaux. Seit der Klassifikation von 1855 ist das Weingut als Quatrième Grand Cru Classé eingestuft, d. h. in der vierthöchsten Stufe. Auf einer Gesamtfläche von 250 ha verfügt Château Beychevelle über eine bestockte Fläche von 90 ha, die ausschließlich Rotwein der Appellation Saint-Julien hervorbringt.
Das Château liegt in Saint-Julien-Beychevelle, in unmittelbarer Nachbarschaft der Gironde und in Nachbarschaft des Gutes Château Ducru-Beaucaillou, und direkt an der «Route du Vin», der Départementstraße No. 2. Das Weingut hat in der südlichen Kurve der Route du Vin ein riesiges Blumenrabattenfeld mit dem Schriftzug „Château Beychevelle“ und ist eine Touristenattraktion. Das Weingut steht im Eigentum des japanischen Getränkekonzerns Suntory, dem seit 1983 auch das Château Lagrange gehört.
In unmittelbarer Nähe von Beychevelle liegen auch die Weingüter Château Saint-Pierre und Château Gloria.

## Der Wein
Die bestockte Rebfläche beträgt 90 Hektar, die sich zu 62 % auf die Rebsorte Cabernet Sauvignon, 31 % Merlot, 5 % Cabernet Franc und 2 % Petit Verdot aufteilt. Das Durchschnittsalter der Reben beträgt ca. 25 Jahre und die Bestockungsdichte liegt bei hohen 10.000 Rebstöcken/Hektar.
Nach einer temperaturgeregelten alkoholischen Gärung mit Werten von unter 30 °C verbringt der Wein 18 Monate im Barrique, die jährlich zu 50 % ausgetauscht werden. Vor der Abfüllung in die Flasche wird der Wein lediglich geschönt, jedoch nicht gefiltert.
Vom Grand Vin werden jährlich ca. 300.000 Flaschen erzeugt. Vom Zweitwein des Guts, Amiral de Beychevelle, gelangen typischerweise 150.000 Flaschen jährlich auf den Markt. Von einigen Parzellen in der Nähe von Saint-Julien stammen Trauben für einen Wein, der unter der allgemeineren Appellation Haut-Médoc mit dem Namen Brulières de Beychevelle vermarktet wird.
Château Beychevelle wird vom Önologen Jacques Boissenot sowie dessen Sohn Eric begleitet und beraten.

## Geschichte
Der Landbesitz war ursprünglich Teil der Seigneurie de Lamarque. Das Land von Beychevelle wurde mindestens seit dem frühen 14. Jahrhundert bebaut. Im späten 14. Jahrhundert erbaute man eine Anlage mit befestigtem Donjon in der Nähe der Gironde, um die Mündung gegen Angriffe im „Hundertjährigen Krieg“ verteidigen zu können. Schon im Mittelalter wurde der Wein unten am Garten direkt vom Hafen an der Gironde aus verschifft.
Ende des 14. Jahrhunderts gehörte der Besitz Archambaud de Grailly. Archambaud heiratete im Jahr 1381 Isabelle de Foix, so dass der Besitz im Rahmen der Erbteilung des Besitzes aus dem Haus Grailly in das Haus Foix-Candale überging. Der spätere Bischof François de Foix-Candale ließ 1565 das Château (Schloss) ‚Beychevelle’ errichten.

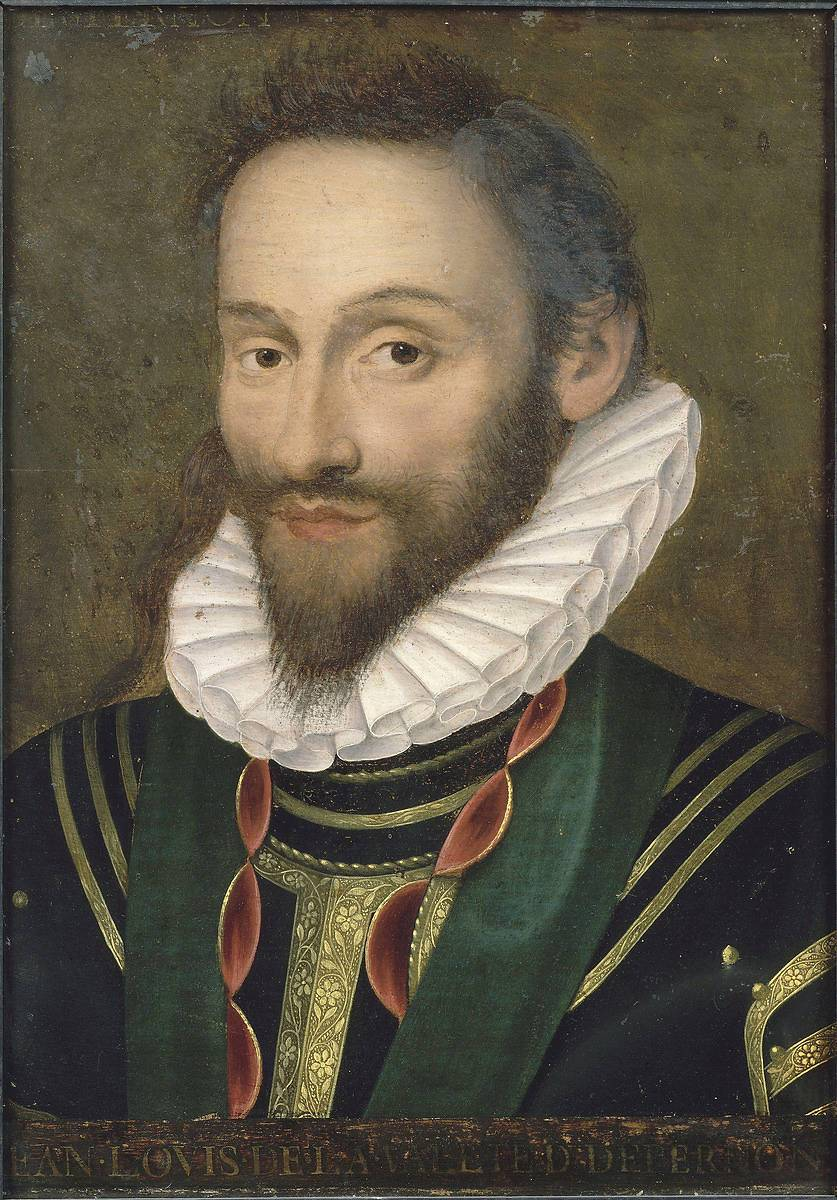
Jean Louis de Nogaret de La Valette, Gemälde im Schloss von Versailles

 Als Jean Louis de Nogaret de La Valette im Jahr 1587 mit Marguerite de Foix-Candale die Alleinerbin des Gutes heiratete, ging das unter dem Namen Château de Médoc bekannte Anwesen in den Besitz der Herzöge von Épernon. Jean Louis de Nogaret de La Valette, Admiral von Frankreich, galt zu seiner Zeit als einer der mächtigsten Männer Frankreichs. Auf ihn geht einer Legende nach der Name Beychevelle zurück. Es wird berichtet, dass alle französischen Schiffe, die am nur 1 km von der Gironde liegenden Anwesen vorbeikamen, als Zeichen der Gefolgschaft vor ihm die Segel strichen. Dieses Zeichen – baisse voile in französischer Sprache (d. h. „Das Segel einziehen“), bacha velo in der Sprache der Gascogne – führte zum Namen Beychevelle.
Jean Louis’ Sohn Bernard de Nogaret de La Valette zeigte ähnlich wie sein Vater nur geringes Interesse an diesem Anwesen, und als er am 25. Juli 1661 starb, hinterließ er einen hohen Schuldenberg. Zur Tilgung der Schulden ging das Gut kurzzeitig an das Königshaus und wurde schließlich an die Familie Abbadie verkauft. Obwohl auch diese Familie nur wenig Interesse an diesem Anwesen zeigte, wurden in dieser Zeit vermutlich die ersten Rebflächen in größerem Stil angelegt.
Nachdem das Gut an die Familie de Brassier überging, ließ François-Etienne de Brassier das heutige Gebäude im Jahr 1757 im Stile einer Chartreuse Louis XV. errichten. Nach François-Etienne übernahm dessen Sohn François-Arnaud die Leitung des Gutes. Dieser musste jedoch in den Wirren der Französischen Revolution das Land verlassen. Das Gut wurde beschlagnahmt und stückweise veräußert. Ein Teil wurde von den Eignern von Château Ducru-Beaucaillou, der Familie Bergeron übernommen. Andere Parzellen gingen an Château Saint-Pierre. François-Arnauds Schwester konnte sich erst einen großen Teil des Gutes sichern, musste ihn jedoch bereits im Jahr 1800 an den Reeder und Händler Jacques Conte verkaufen.
Im Jahr 1825 kam der Besitz an dessen Neffen Pierre-François Guestier. In die Zeit der Guestier fiel die Klassifikation von 1855, bei dem Beychevelle den Rang eines 4. Gewächses erhielt. Im Jahr 1874 kauften der Bankier Armand Heine und seine Frau Marie-Amélie Kohn das Gut. Durch die Heirat ihrer Tochter Marie-Louise mit Charles-Achille Fould, Nachkomme des ehemaligen Finanzministers Achille Fould, kam das Gut an die Familie Achille-Fould, die das Gut drei Generationen lang führten. Im Jahr 1984 ging ein Großteil der Aktien der Betreibergesellschaft an die GMF (Grands Millésimes de France). Heute besitzt der japanische Konzern Suntory die Aktienmehrheit.